# Błękitni Ropczyce
KS Błękitni Ropczyce – drugoligowy polski klub siatkarski z Ropczyc.